# Anna Podkopajewa
Anna Nikołajewna Podkopajewa z d. Małowa (ros. Анна Николаевна Подкопаева; ur. 16 kwietnia 1990 roku w Uljanowsku) – rosyjska siatkarka, reprezentantka kraju, grająca na pozycji libero. 

## Życie prywatne
W 2017 roku wyszła za mąż. 4 kwietnia 2018 r. urodziła się jej córka Wiera.

## Sukcesy klubowe
Mistrzostwo Rosji:
- 2016, 2017, 2020
- 2015
- 2019, 2021

Puchar Rosji:
- 2019, 2020, 2021[2]

Superpuchar Rosji:
- 2020[3]

## Sukcesy reprezentacyjne
Volley Masters Montreux:
- 2013
- 2014

Letnia Uniwersjada:
- 2013

Mistrzostwa Europy:
- 2013, 2015

Grand Prix:
- 2015
- 2014

## Nagrody indywidualne
- 2015: Najlepsza libero Grand Prix
- 2015: Najlepsza libero Mistrzostw Europy